# 埃施特哈齐·帕尔

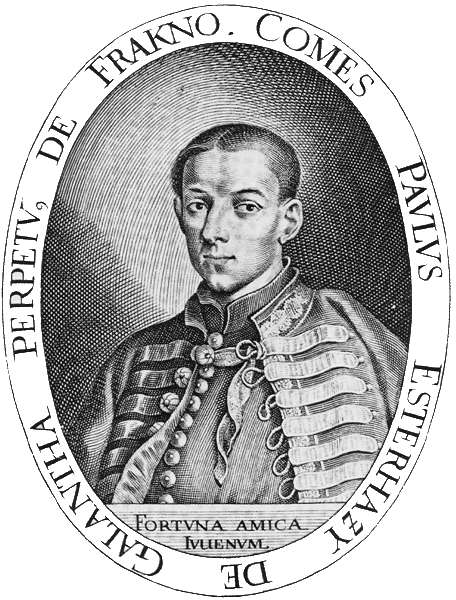
帕尔像

埃施特哈齐·帕尔（匈牙利語：Esterházy Pál；1635年9月8日—1713年3月26日）是第一代埃施特哈齐亲王（1687-1713）、匈牙利巴拉丁（1681-1713，巴拉丁为官职名）、奥地利帝国陆军元帅。他同时也是一位有学问的诗人、大键琴师以及作曲家。第一次奥土战争（1663-1664）和大土耳其战争期间，他活跃于各个战役之中。宗教方面，他保持强烈的反新教态度，曾与哈布斯堡家族联合开展反宗教改革运动。1687年，帕尔获得神圣罗马帝国亲王头衔。当年12月9日，作为巴拉丁，帕尔亲自将匈牙利圣冠加冕在哈布斯堡的约瑟夫一世头上，标志着哈布斯堡家族正式成为匈牙利的世袭国王。埃施特哈齐家族的兴盛可以归功于他。
在建筑师多梅尼科·卡洛内的帮助下，帕尔加固了他的弗尔希滕施泰因城堡。他在城堡中开辟了一处宝库，以及存放埃施特哈齐家族历代祖先肖像的画廊。
作为音乐家和音乐爱好者，他在艾森施塔特的宫廷中常设有歌者和演奏者。帕尔还自己创作了55首康塔塔《天堂的和谐》并融入德意志和匈牙利的音乐元素。